# John Harrison
John Harrison (3. dubna 1693 Wakefield West Yorkshire – 24. března 1776 Londýn) byl anglický tesař, hodinář a vynálezce. Jeho nejvýznamnějším vynálezem byl lodní chronometr, který znamenal přelom v dějinách námořní dopravy tím, že umožnil spolehlivé určování zeměpisné délky a tím bezpečnou přepravu na dlouhé vzdálenosti ještě v plachetnicové éře. Britský parlament vypsal za vyřešení problému měření času na moři odměnu 20 000 liber (asi 2,87 milionu liber v dnešní měně). V roce 2002 byl Harrison v anketě BBC zvolen 39. největším Britem.